# Colonia 18 de Julio
Colonia 18 de Julio est une ville de l'Uruguay située dans le département de Salto. Sa population est de 706 habitants.
Administrativement, la ville appartient à la municipalité de San Antonio.

## Population
| Année | Population |
| ----- | ---------- |
| 1963  | —          |
| 1975  | —          |
| 1985  | —          |
| 1996  | 398        |
| 2004  | 706        |

,